# Cowpox
 Mise en garde médicale
Le cowpox est une maladie infectieuse causée par un orthopoxvirus animal, le virus de la variole bovine (CPXV ou CowPoX Virus). Il s'agit d'une zoonose transmissible à d'autres espèces comme le chat ou l'être humain. Elle se présente comme une maladie similaire à la variole humaine, mais est beaucoup plus bénigne, le plus souvent limitée à des lésions cutanées locales.
Comme tous les orthopoxvirus, le cowpox présente une immunité croisée avec la variole. Cette constatation empirique, faite par Edward Jenner (1749-1823), amène celui-ci à créer la  « vaccination » en 1798, terme dérivé du latin vacca signifiant « vache ».
Le cowpox apparait comme une maladie plutôt rare et bénigne, mais qui reste potentiellement émergente. Elle est considérée comme une menace nécessitant une surveillance permanente dans une approche One Health.

## Histoire
La maladie appelée cowpox par Jenner, était déjà connue des agriculteurs et des personnes travaillant régulièrement avec le bétail, notamment les trayeuses de vache. En France, on l'appelait « picote », ou « petite-vérole des vaches. Dès avant Jenner, on savait que les paysans présentant des lésions de cowpox ou de picote étaient relativement épargnés lors des épidémies de variole.

La maladie animale est restée assez rare, elle survenait de façon sporadique et imprévisible, ce qui explique la difficulté d'obtenir du cowpox pour les premiers vaccinateurs. Pour l'utilisation du cowxpox comme vaccin antivariolique, voir : 
À partir de 1939, les avancées en virologie (travaux d'Allan Watt Downie (en)) montrent que les virus cowpox et vaccine sont deux virus distincts,.
Jusqu'aux années 1970, les rares cas de transmission occasionnelle aux humains se faisaient par contact avec des vaches infectées. Depuis cette date, les cas de cowpox chez les bovins sont de plus en plus rares, mais les signalements d'autres espèces touchées augmentent, aussi bien domestiques que sauvages.
Au tournant du XXIe siècle, les avancées en biologie moléculaire permettent de réaliser des séquençages de génome susceptibles d'aboutir à des modifications de classification des poxvirus en général et des virus cowpox en particulier.

## Virologie
Comme les autres Poxviridae, les virus cowpox sont des virus à ADN qui se répliquent exclusivement dans le cytoplasme, à l’extérieur du noyau.
Subdivisés en cinq clades, ils possèdent les plus grands génomes de tous les poxvirus connus, de l'ordre de 224 à 228 kilobases. Ce génome leur permet coder les enzymes et les protéines nécessaires aux étapes de réplication du virus (gènes essentiels) et de moduler les réponses inflammatoires et immunitaires de l'hôte (gènes accessoires). La grande taille du génome serait en rapport avec la capacité des cowpox d'infecter la plus grande gamme d'hôtes, alors que les autres poxvirus (comme la variole à l'humain) se sont spécialisés par pertes de gènes.
Cultivés sur œuf de poule embryonné (membrane chorioallantoïdienne (en)), les cowpox forment des vésicules hémorragiques. Les infections à cowpox se caractérisent par la formation d'inclusions cytoplasmiques (corps de Downie (en) ) contenant des virions matures incorporés dans une matrice protéique.
Les données de phylogénétique indiquent que le virus du cowpox et celui de la variole dérivent d'un ancêtre commun. La divergence du cowpox daterait d'environ cinq mille ans, et celle de la variole de quatre à trois mille ans.

## Épidémiologie
Le virus est retrouvé en Eurasie : Europe (Royaume-Uni, France, Allemagne, Autriche, Norvège…) et Asie centrale et du nord (Russie, Turkménistan).
Le réservoir naturel du virus serait constitué de rongeurs forestiers (mulots et campagnols) comme Apodemus sylvaticus, Myodes glareolus, Microtus agrestis au Royaume-Uni ou Arvicola scherman en France,. Le virus cowpox est, de tous les orthopoxvirus, celui qui peut infecter la plus grande variété d'hôtes : animaux domestiques (chat, chien, chevaux…) et sauvages en captivité (grands félins, éléphant, rhinocéros, primates… dans des zoos),.
Les cas humains sont aujourd'hui très rares (quelques dizaines de cas publiés) mais en augmentation, du fait de la perte de la protection vaccinale antivariolique. Ces cas surviennent le plus souvent par contact avec des chats domestiques (qui s'infectent à partir des rongeurs qu'ils chassent) ou de rongeurs utilisés comme nouveaux animaux de compagnie. Les chats s'infectent surtout en automne (saison où les rongeurs sont les plus nombreux et les plus actifs).
La première épidémie de cowpox dans un zoo est signalée en 1960, et la première transmission de chat à humain en 1986.
Des cas humains de transmission par chat sont rapportés en France depuis 2004. Le premier cas humain de transmission démontrée par rat (Rattus norvegicus) date de 2002, aux Pays-Bas ; les premiers cas français (par rats de compagnie Rattus norvergicus domestica) de 2013.
Contrairement à son nom, le cowpox ne se trouve pas couramment chez les bovins : en 2023, le dernier cas connu de transmission à l'homme par bovin date de 1976 à Taunton (Royaume-Uni).

## Clinique

### Tableau commun
Chez les animaux, comme chez les humains, l'infection à cowpox se présente comme une lésion localisée au site d'inoculation, par rupture de la barrière cutanée (abrasion, morsure, griffure…).
La lésion typique apparait d'abord comme une macule, de couleur jaune, rose ou rouge selon l'hôte, qui se développe en papule, puis en vésicule (remplie de pus) et enfin en pustule susceptible de se rompre en formant un ulcère hémorragique avec nécrose centrale noirâtre. Il se forme une croûte qui finit par tomber en laissant une cicatrice,.

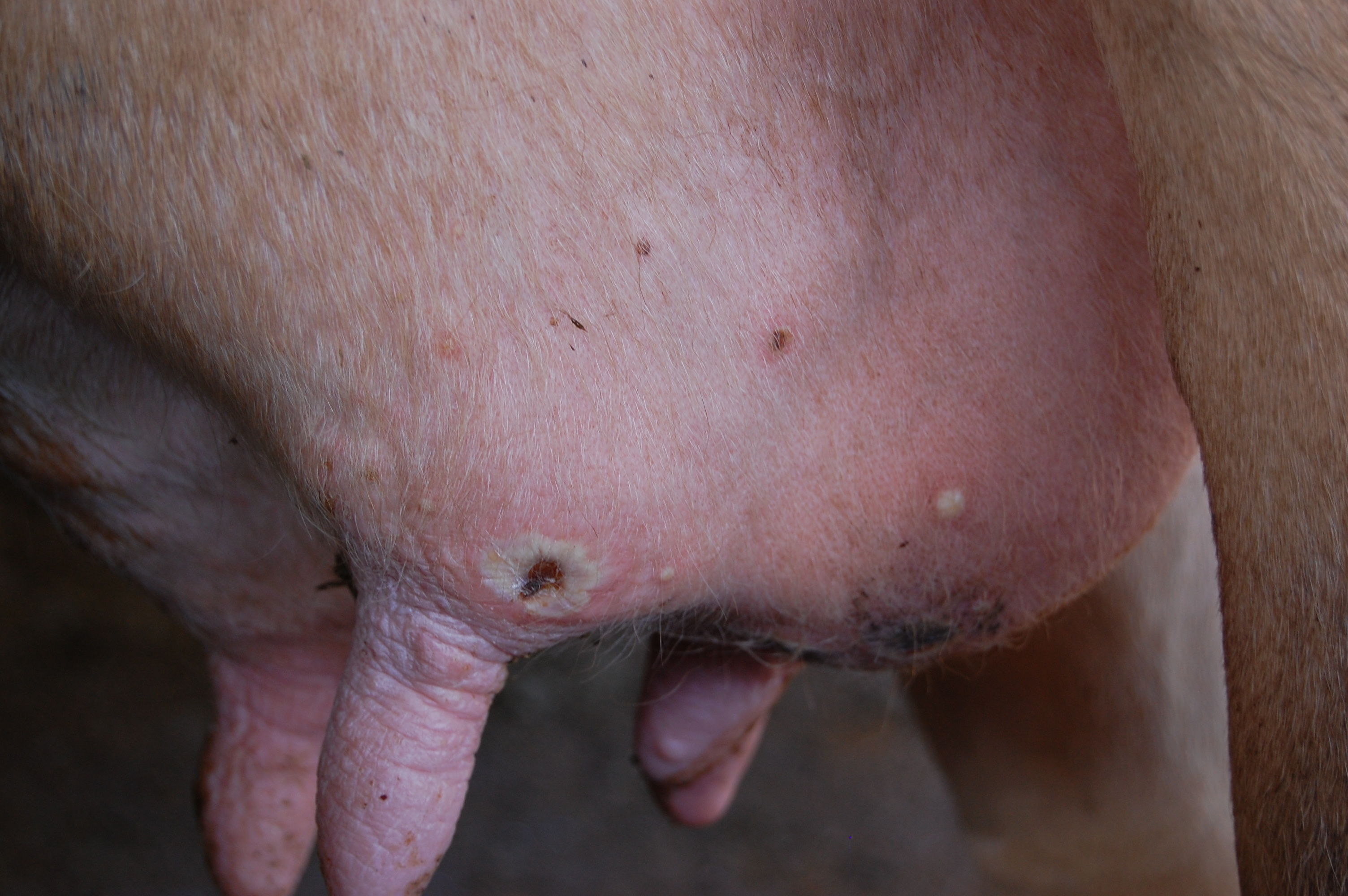
Lésions de cowpox sur mamelle de vache.

Selon l'état immunitaire de l'hôte, la lésion peut rester locale ou se disséminer à la surface du corps.

### Chez l'animal
Chez les animaux, l'infection peut être asymptomatique ou mortelle selon l'espèce. Le cowpox historique des bovins se présente comme des lésions situées aux mamelles persistant au moins 4 semaines.
Chez le chat, les lésions de cowpox moderne se trouvent le plus souvent à la face, le cou, et les pattes avant. Les infections des voies respiratoires supérieures (écoulement oculaire et nasal) sont relativement fréquentes (20 à 40 % des cas). Chez le chat en bonne santé et bien nourri, la guérison est le plus souvent spontanée en quatre à cinq semaines. En revanche, si l'infection se généralise (chaton, chat avec comorbidité, ou sous corticoïdes), elle peut être mortelle.
Chez les chevaux, le cowpox peut entrainer avortement ou naissance prématurée avec poulain porteur de lésions cutanées et buccales alors que la jument reste souvent sans symptômes.

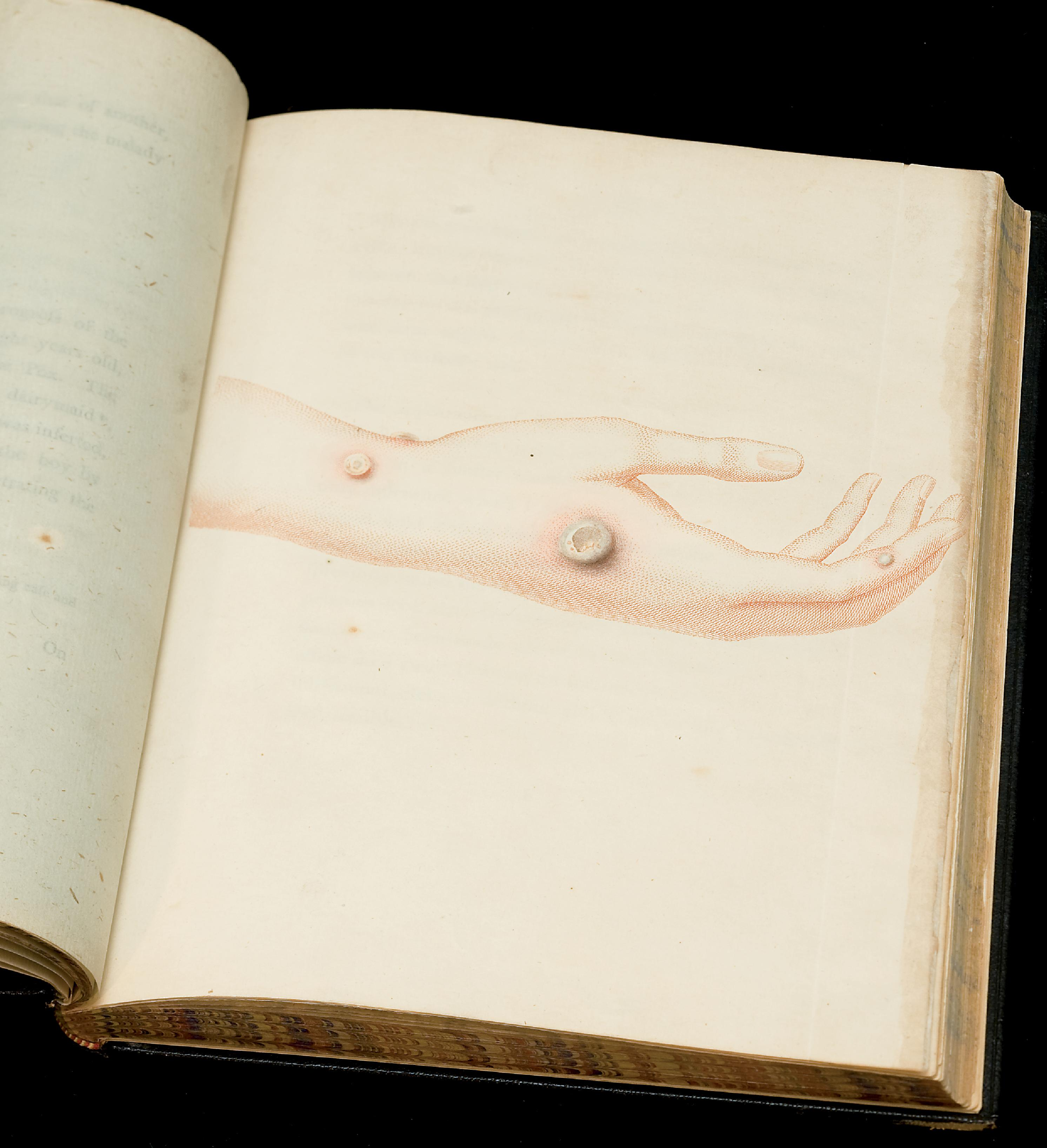
Lésions de cowpox à la main.

Chez les animaux sauvages non eurasiens (animaux de zoo), l'infection est plus grave, souvent fatale, avec généralisation des lésions, anorexie, léthargie et détresse respiratoire.

### Chez l'humain
L'incubation est de l'ordre de 7 à 10 jours.
Chez le sujet immunocompétent, il s'agit d'une lésion unique, plus ou moins douloureuse, localisée au site d'inoculation, à la main le plus souvent. Elle peut s'accompagner d'une adénopathie, et d'un syndrome grippal (fièvre ou d'un malaise général). Ces symptômes disparaissent habituellement en 6 à 8 semaines.
Chez les sujets en immunodéficience ou présentant des maladies de peau (eczéma, dermatite atopique, maladie de Darier…), la maladie peut se généraliser voire devenir mortelle (exceptionnel).

## Diagnostic
Les données cliniques peuvent orienter le diagnostic, mais seuls les examens de laboratoire peuvent le confirmer. Ces examens s'effectuent à partir de prélèvements à l'écouvillon des lésions et de biopsies cutanées,.
L'identification se fait par microscopie électronique, techniques immunohistochimiques, examens PCR, ou culture virale,.
Les tests sérologiques sont moins fiables car ils ne distinguent pas entre les différents orthopoxvirus, et sont inutiles en cas de vaccination antivariolique préalable. Ils sont utiles à des fins épidémiologiques (études de séroprévalence),.

## Traitement et prévention
Il n'existe pas de traitement spécifique contre le cowpox, mais un traitement symptomatique (fièvre, douleur) peut être nécessaire.
Les lésions de cowpox sont nettoyées et désinfectées aux agents chlorés ou aux détergents. L'alcool et l'éther ne sont pas efficaces. Le but est d'éviter les surinfections bactériennes. Une corticothérapie doit être évitée. Les surinfections éventuelles sont traitées par antibiotiques après antibiogramme.
Le traitement antiviral n'est pas codifié en raison d'un manque de données (faible nombre de cas de cowpox humains). Le tecovirimat et le cidofovir seraient les antiviraux les plus actifs.
Chez les humains, une vaccination antivariolique préalable est généralement associée avec des cas de cowpox plus faibles,.
Il n'existe pas de vaccin pour les chats. En Allemagne, les animaux d'un zoo touché par le cowpox ont été vaccinés par le vaccin Jynneos, vaccin humain de 3e génération à base de vaccine type Ankara (vaccin antivariolique MVA-BN).
L'isolement de contact et respiratoire du sujet atteint est recommandé. Les propriétaires de chats ou de rats de compagnie, porteurs de lésions de cowpox, doivent être informés du risque de transmission par contact aux humains.
En 2023, le cowpox apparait comme une maladie plutôt rare et bénigne, mais qui constitue une menace potentielle nécessitant une surveillance permanente dans une approche One Health,,.